# Culicoides saltonensis
Culicoides saltonensis är en tvåvingeart som beskrevs av Wirth 1952. Culicoides saltonensis ingår i släktet Culicoides och familjen svidknott.
Artens utbredningsområde är Kalifornien. Inga underarter finns listade i Catalogue of Life.